# Pirie MacDonald

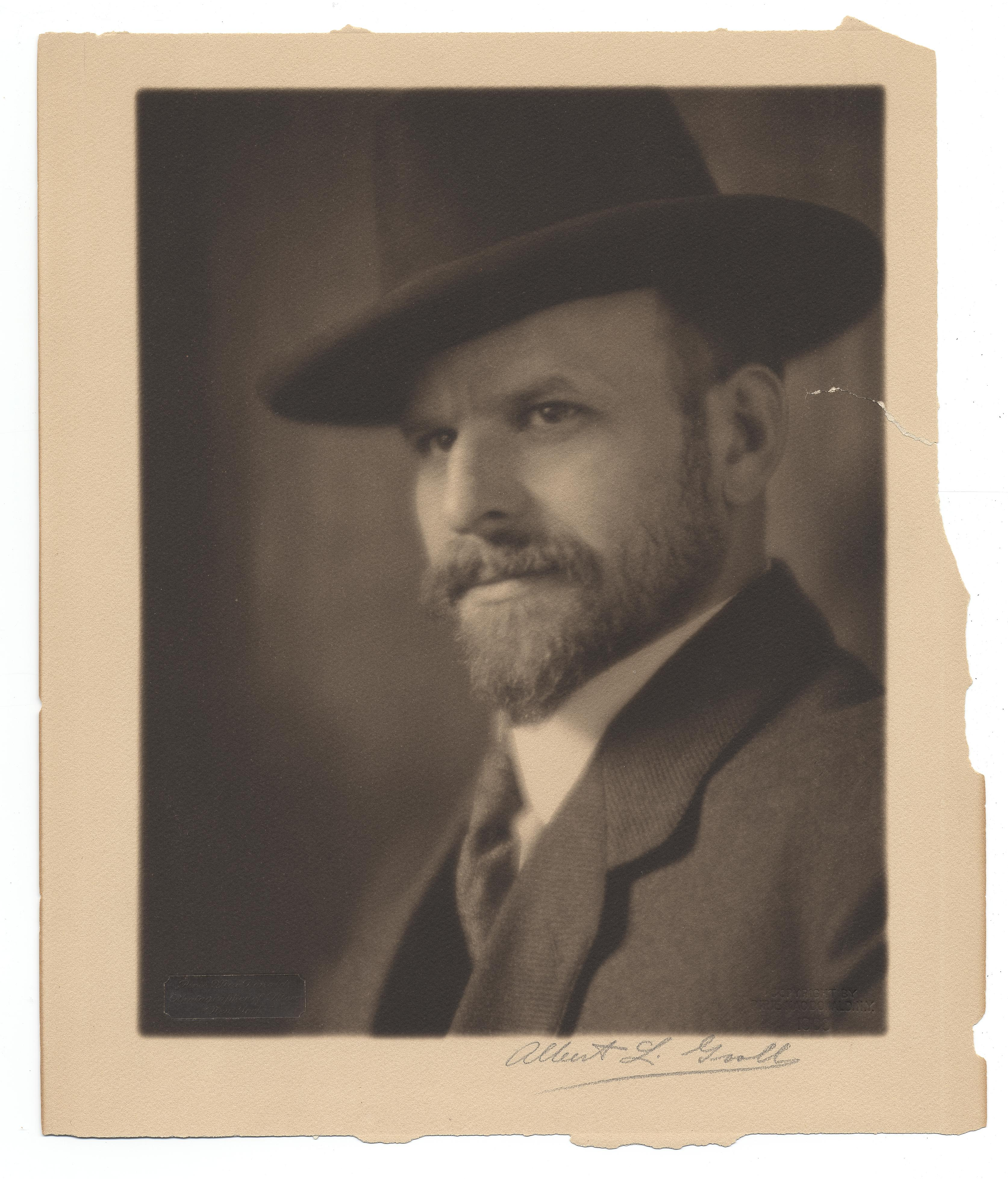
Ian Pirie MacDonald: Albert Lorey Groll, 1906

Ian Pirie MacDonald (27. ledna 1867 Chicago, Illinois – 22. dubna 1942 New York) byl americký portrétní fotograf, občanský vůdce a mírový obhájce. Během své kariéry nasnímal přes 70 000 mužů, včetně mezinárodních hlav států, náboženských vůdců a umělců.

## Fotografická kariéra
Narodil se v Chicagu, v roce 1883 se přestěhoval do Hudsonu v New Yorku, kde pracoval jako fotografický učeň před otevřením vlastního studia ve městě Albany. Časem získal dobrou reputaci v portrétní fotografii, rozhodl se portrétovat pouze muže a označoval se jako Pirie MacDonald – fotograf mužů ("Pirie MacDonald – Photographer of Men"). Jeho plodné dílo obsahuje známé muže poloviny 20. století včetně takových jako byli: Spencer Trask, Woodrow Wilson, William Ralph Inge, Seán O'Casey nebo Antoine Lumiére, které portrétoval vždy v New Yorku, kromě československého Jana Masaryka (nebo TGM?) a islandského krále Kristián X. Když byl dotázán na příklad portrétování, označil za nejnáročnější fotografování Theodora Roosevelta.

## Osobní život
MacDonald se oženil s Emilií Van Dusen v roce 1890. Byl silně zapojen do skautské organizace Boy Scouts of America, založil Norwalk Boy Scouts a na svém pozemku White Oak Shade v Norwalk, Connecticut udržoval pro sakuty tábor.
V dubnu 1942 jej postihlo krvácení do mozku a o 4 dny později zemřel v newyorské nemocnici. V souladu s jeho přáním byly všechny jeho fotografické negativy zničeny.

## Galerie

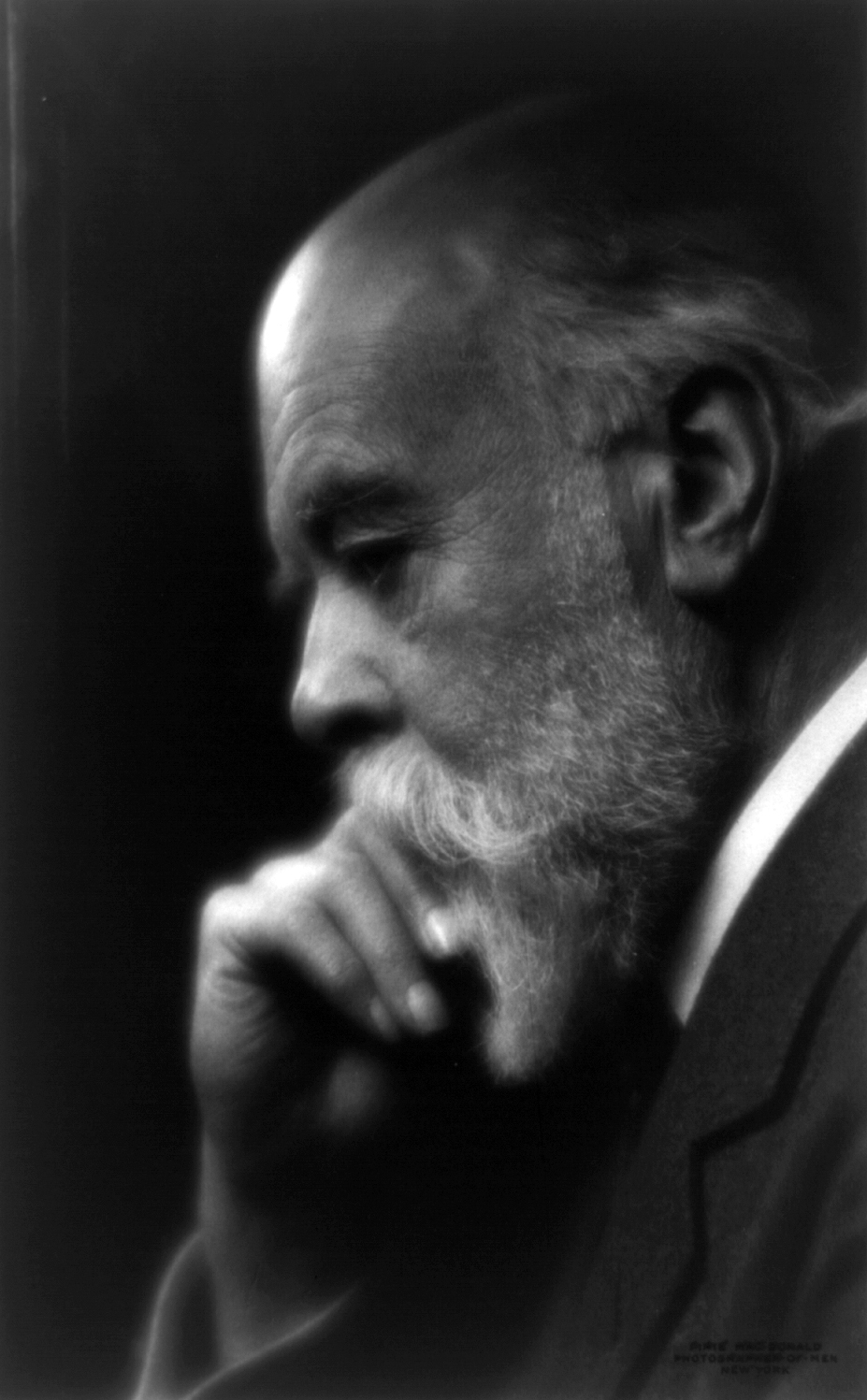
Oliver Lodge, britský fyzik, 1922
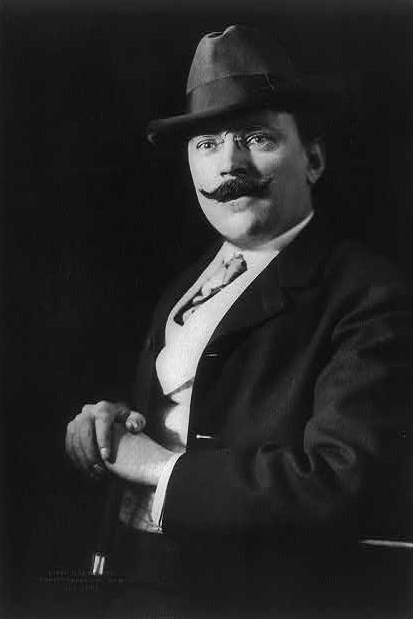
Malíř Richard Felton Outcault, 1905
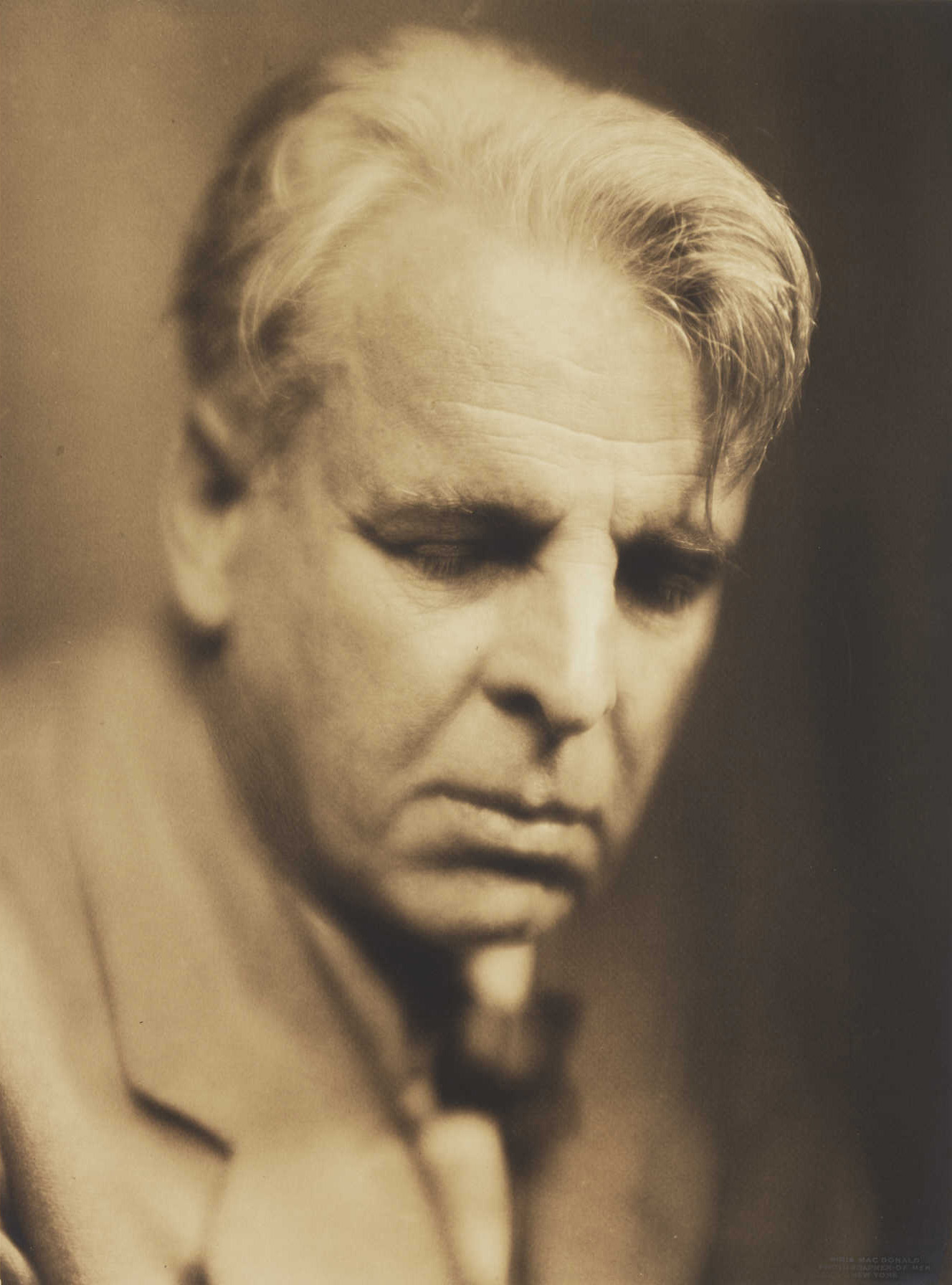
William Butler Yeats, irský básník
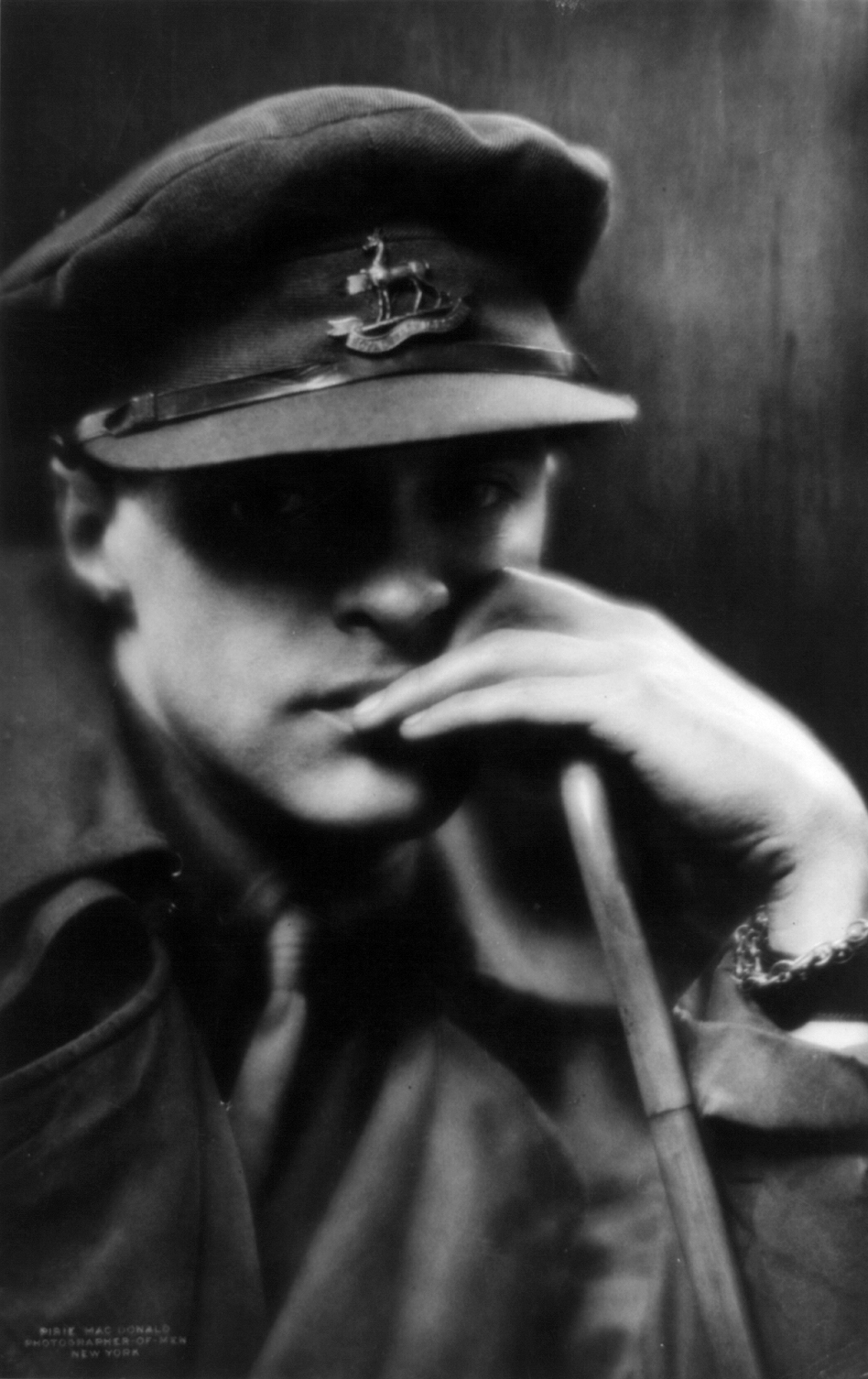
Bruce Bairnsfather, britský ilustrátor, 1918
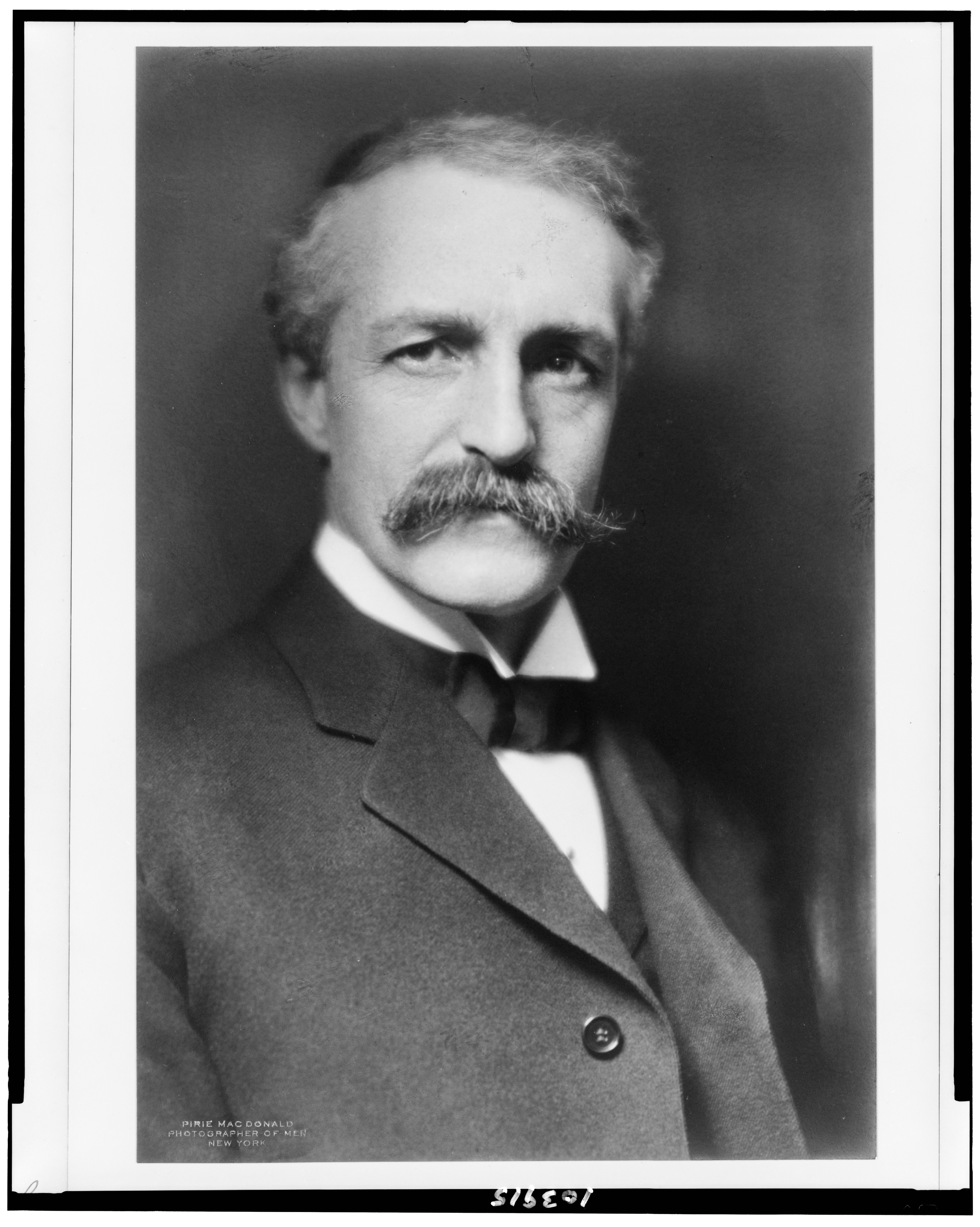
Guvernér Gifford Pinchot, 1909
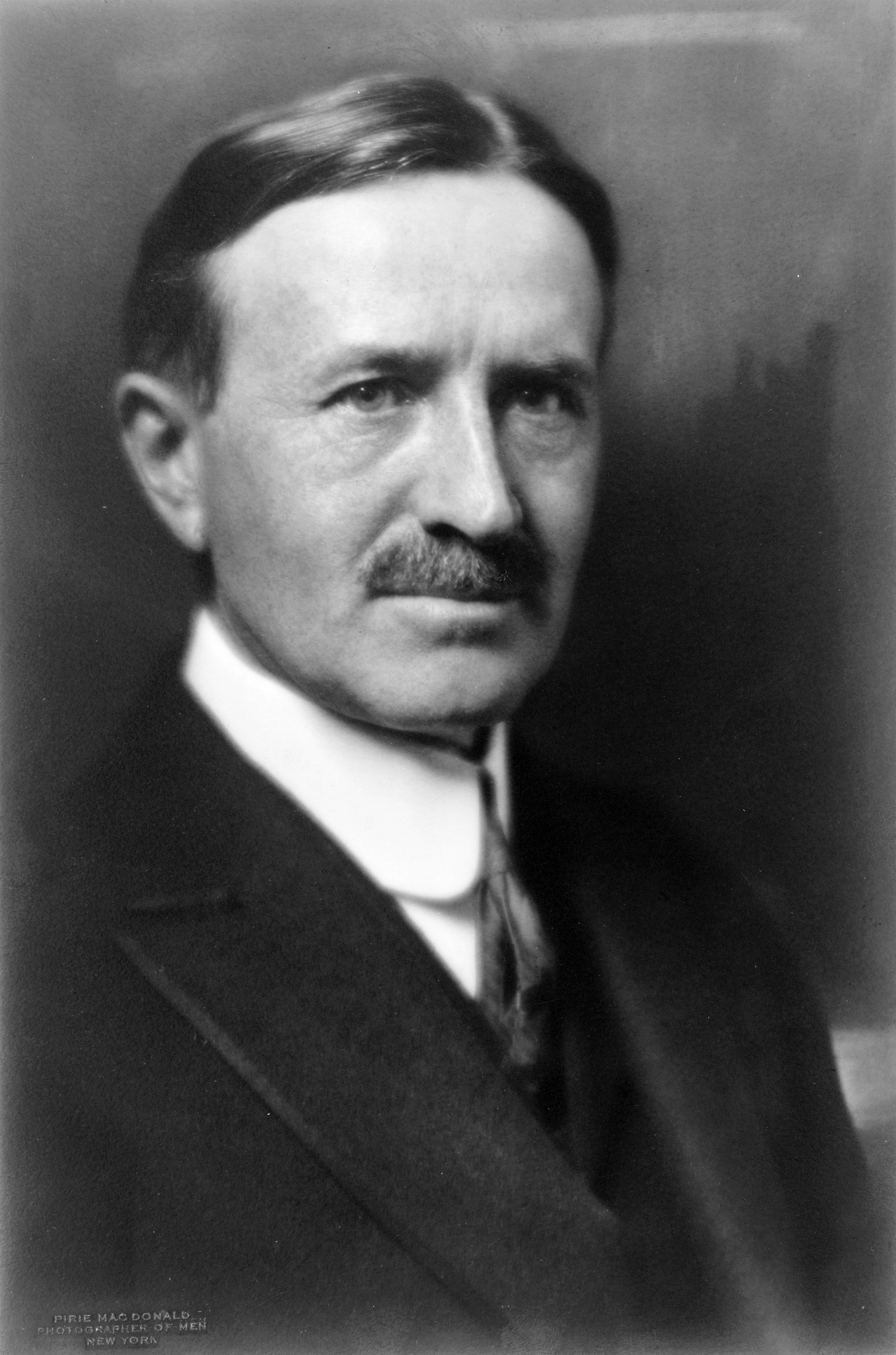
Průmyslník Harvey S. Firestone, 1915
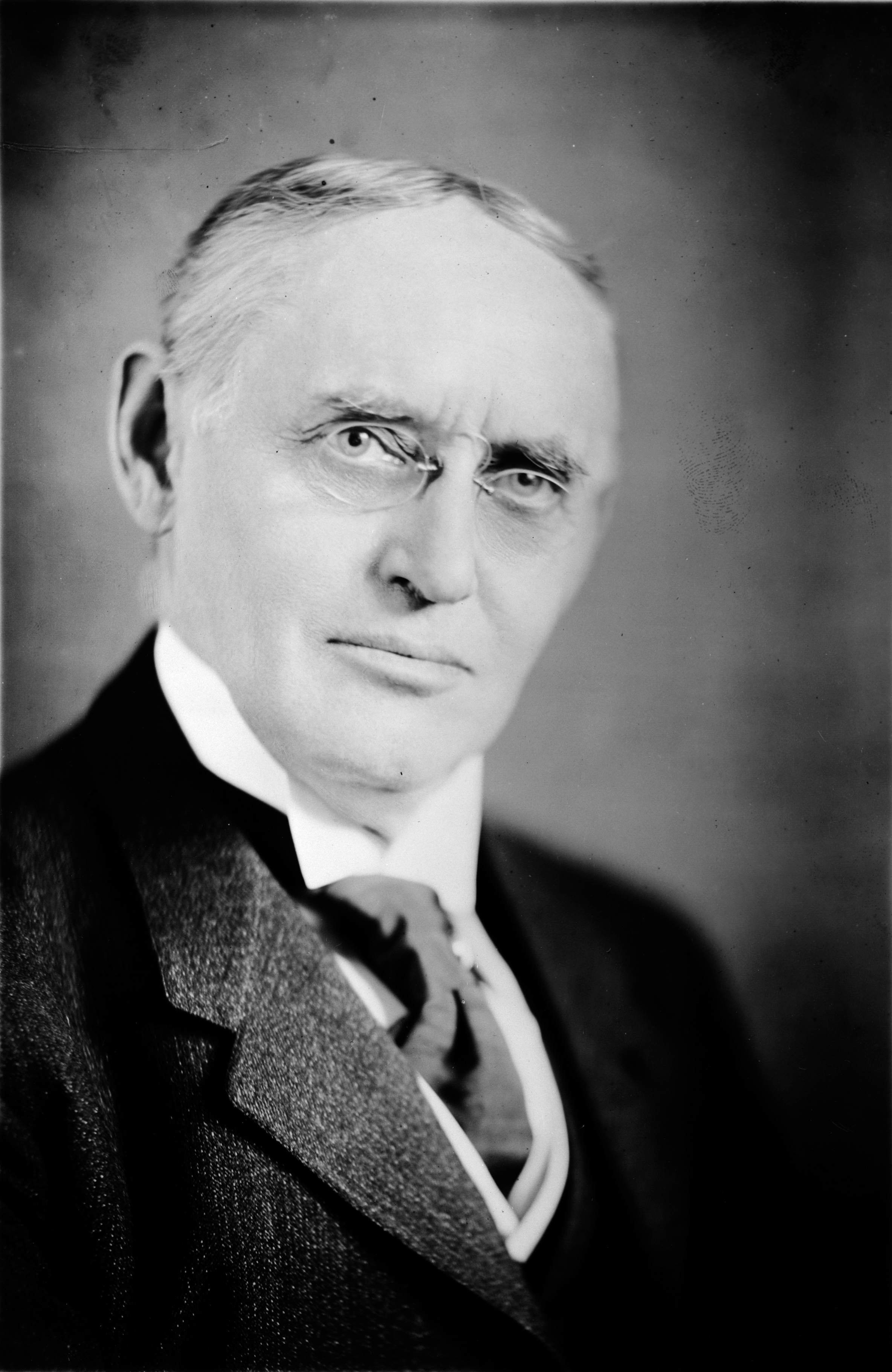
Novinář Melville Elijah Stone, 1904
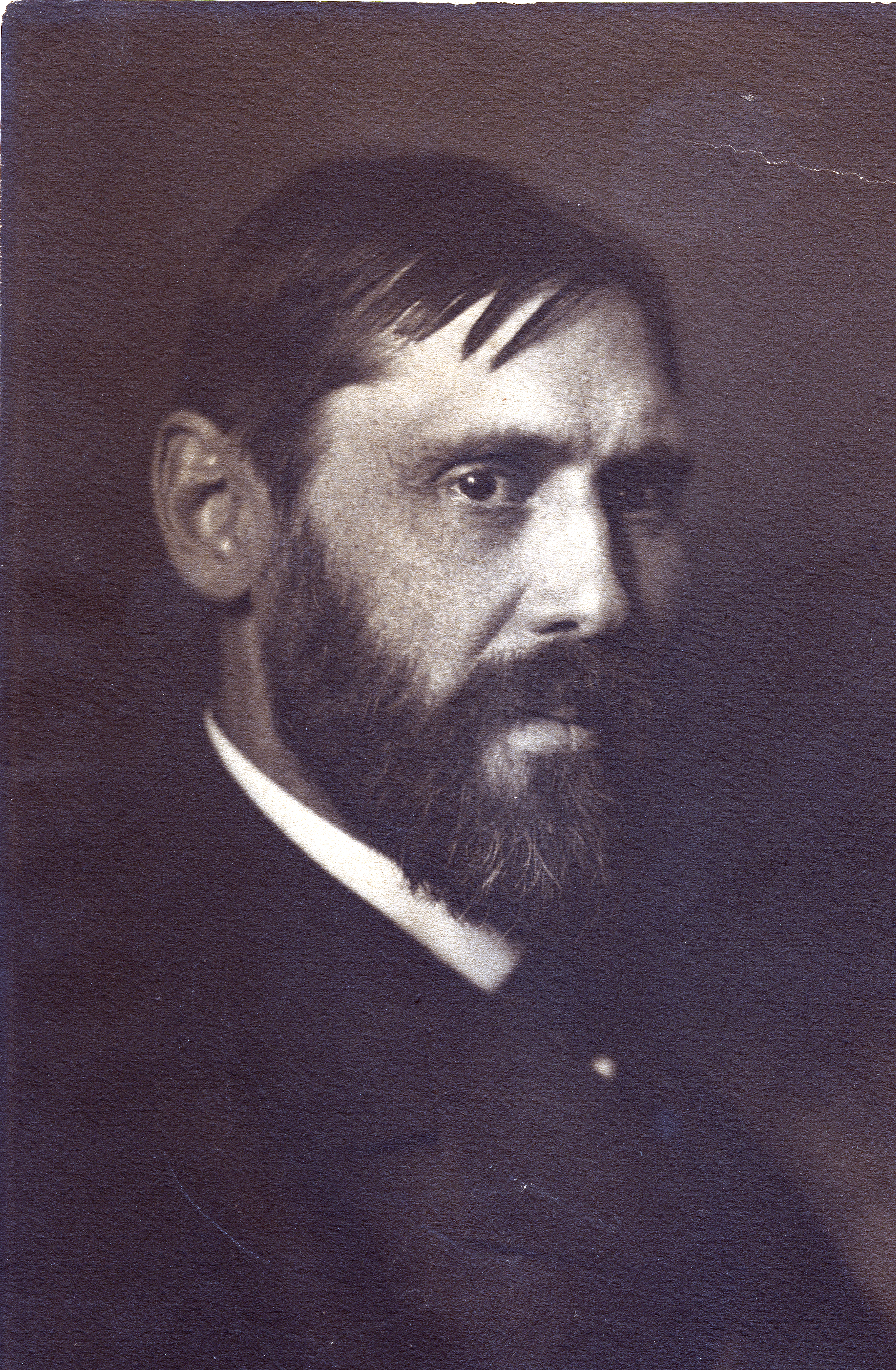
Umělec, spisovatel a učitel Kenyon Cox, 1896

## Ocenění
- New York Rotary Club - Past President[9]
- Photographer's Association of America - celoživotní člen[9]
- Honorary Master of Photography[9]
- Officer of the French Academy - Order of the Palm[9]
- Královská fotografická společnost ve Velké Británii - Honorary Fellowships[9]
- Professional Photographers' Society of New York - prezident 1905 a 1907[10]